# David McCracken
David McCracken est un footballeur écossais, né le 16 octobre 1981 à Glasgow. Évoluant au poste de défenseur, il est formé à Dundee United avant de jouer en Angleterre. Il joue actuellement à Peterhead. Il a connu des sélections avec l'Écosse espoirs.

## Biographie

### Carrière de joueur
Natif de Glasgow, il est formé à Dundee United où il passe professionnel en 2000. Il joue son premier match officiel le 2 mai 2000, contre le Celtic. Lors de la saison 2000-2001, il joue neuf matches et inscrit son premier but encore contre le Celtic, lors du match d'ouverture de la saison. Il reçoit sa première sélection en Écosse espoirs pour une victoire 1-0 contre la Lettonie espoirs.
La saison suivante, il s'impose véritablement en jouant 22 matches et à partir de là, il restera un élément essentiel de l'équipe pour les cinq saisons suivantes. Seule une blessure durant la saison 2004-2005 lui fait manquer la fin de cette saison, mais il se voit offrir un nouveau contrat en juillet 2005. Revenu à la compétition, il joue de nouveau la presque totalité de la saison suivante, ne manquant que 5 matches. Après une nouvelle saison complète en saison 2006-2007, il se met d'accord avec Dundee United pour être libéré de son contrat pour lui permettre de vivre un nouveau défi.
Le 13 juillet 2007, il s'engage pour les Wycombe Wanderers, où il est embauché par son compatriote Paul Lambert, découvrant ainsi le championnat anglais. Il est annoncé, le 9 août 2007, qu'il sera même le nouveau capitaine de l'équipe et joue son premier match le 11 août 2007 pour une défaite 0-1 à domicile contre Accrington Stanley. Il marque son premier but le 16 février 2008 contre Rotherham United. Pour sa première saison, il rate de peu la promotion en League One, n'échouant que pendant les play-offs, ce qui cause la démission de Paul Lambert.
Sa seconde saison à Wycombe Wanderers fut une grande réussite, le club obtenant la promotion en League One et McCracken étant élu dans l'équipe type de l'année de League Two. Il refuse alors une prolongation de contrat de la part du club et s'engage librement avec Milton Keynes Dons, le 20 juin 2009, pour un contrat d'une durée de deux ans. Il n'y reste finalement qu'une saison et est vendu à Brentford en juillet 2010, pour un nouveau contrat de deux ans.
Il n'arrive pas à s'y imposer, ne débutant titulaire qu'à deux occasions avant d'être prêté pour un mois aux Bristol Rovers le 18 janvier 2011, mais qui est rapidement prolongé jusqu'à la fin de la saison. Son prêt terminé, il se met d'accord avec Brentford pour se libérer de son contrat.
Il décide alors de revenir en Écosse et s'engage le 23 juin 2011 pour Saint Johnstone. Après avoir commencé la saison sur le banc des remplaçant, il gagne progressivement du temps de jeu jusqu'à devenir un membre régulier de l'équipe type. Il inscrit son premier but le 17 mars 2012 lors d'une victoire 3-0 contre Saint Mirren. 
Après avoir terminé la saison 2011-2012 à la 6e place, Saint Johnstone est qualifié pour la Ligue Europa 2012-2013. McCracken prend part aux deux matches pour les Turcs d'Eskişehirspor Kulübü (match nul et défaite amenant à une élimination). En novembre 2012, il se fracture l'os zygomatique, à la suite d'un choc avec le joueur du Celtic, Victor Wanyama, ce qui lui impose une opération et six semaines d'absence. À la fin de la saison, son club lui fait savoir qu'il ne souhaite pas prolonger son contrat, émettant des doutes sur l'évolution de sa forme et craignant de futures blessures.
Il s'engage alors pour un contrat d'un an en faveur de Falkirk et en devient rapidement un membre essentiel. Après une première saison réussie, il signe une prolongation de contrat d'un an le 1er mai 2014.

## Palmarès
- Dundee United :
  - Finaliste de la Coupe d'Écosse en 2005

### Distinctions personnelles
- Membre de l'équipe type de l'année (en) pour la League Two en 2008-09
- Membre de l'équipe-type de Scottish Championship en 2018